# Chrysophyllum perrieri
Chrysophyllum perrieri là một loài thực vật có hoa trong họ Hồng xiêm. Loài này được (Lecomte) G.E.Schatz & L.Gaut. mô tả khoa học đầu tiên năm 1996.